# オルフェオン・ドノスティアラ
オルフェオン・ドノスティアラ（スペイン語: Orfeón Donostiarra, バスク語: Donostiako Orfeoia）は、スペイン・バスク州ギプスコア県サン・セバスティアンに本拠地を持つ合唱団。1897年1月21日に創設され、100年以上の歴史を持つ。数多くの賞を獲得し、評価は世界的にもトップレベルである。「バスク地方の歌を守り普及させる」という目標を掲げ、独自の哲学に基づく規律正しく几帳面な組織力に対し、文化団体としての表彰歴もある。合唱団員はその全史を通して、また現在もプロの歌手が所属していない。

## 歴史
この団体の起源は1896年6月にさかのぼる。20人の古風な合唱社交会員は、ノルベルト・ルスリアガという人物に指揮を受けていた。彼こそ、この社交クラブを数か月後にオルフェオン・ドノスティアラへと姿を変える「分子」を育てたのである。
当時は同じ県の街アラサーテ/モンドラゴンで、ギプスコア県主催の有名なバスク・フィエスタや農畜産業コンクールなどといった行事が毎年開催されていた。ルスリアガと20人の無名の歌い手たちは、まず地元県で存在感と実力を認めさせ、続いて他の県のイベントにも進出しようという考えで腕を磨いていた。
「オルフェオン」を名乗ってから初期の5年間のレパートリーは、アポリナール・ブルル作曲の「ホセ・ナヴァラ」、ヨハン・シュトラウス2世の「美しく青きドナウ」、A・ミュラーの「嗚呼ペピータ」、そしてヘスス・グリーディ作曲の「エル・ポプラル・ボハ」と「ボハ」のみ。だが評価が低くとも、その非凡な協同力はイベント主催者によく知られていた。この時期は20のコンサートしか行えなかったが、96回の方針会議と29回の会合を開いた。

### セクンディノ・エスナオラ指揮時代(1902-1929)

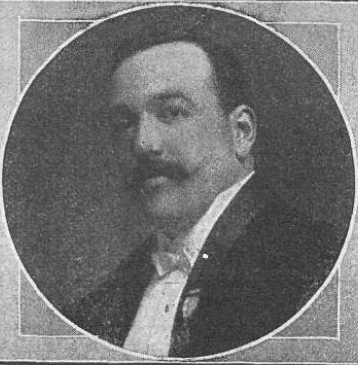
オルフェオン2代目「マエストロ」指揮者エスナオラ

1902年、セクンディノ・エスナオラがオルフェオン合唱団指揮者に任命された。20世紀初頭は合唱コンペティションの数が花盛りの時代で、オルフェオン・ドノスティアラもこの波に乗って参加した。そして数多くの賞を獲得した結果、1906年にはフランスの賞「グランプリ・ドニュール・ドゥ・パリ」を獲得するに至った。
1909年、指揮者エスナオラはオルフェオンの未来を考え一つの変化を起こすことを決断した。成人女性の歌い手を入団させ、ややアルトな声域をミックスした。これは彼らのレパートリーをより広い地平に到達させ、コーラル・シンフォニーの領域へと踏み込んだ。ドノスティアの市民達は大きな期待を抱いて「ベッロ・ナヴィオ」合唱に耳を傾けた。そしてオルフェオンは初めてセニョリータ（少女達）とニーニョ（少年達）のバック・コーラスによって支えられる、男女混声三部合唱を披露した。これはまさに響き渡るように成功した。
この成功によってカジノ・デ・サン・セバスティアンで交響楽団と共演する機会を得たエスナオラと合唱団は、この舞台を統括した巨匠エンリケ・フェルナンデス・アルボスの知遇を得て、首都マドリードのテアトロ・リリコとテアトロ・レアルでコンサートを行った。ポルトガルでの国外公演を終えた1925年、マエストロ・ブランチ指揮でベートーヴェンの交響曲第9番がオルフェオンによって合唱された。これは1912年以来、オルフェオンが最も多く合唱している曲の一つである。

### フアン・ゴロスティディ指揮時代(1929-1968)
フアン・ゴロスティディの指揮のおかげで、合唱団は影響力のある政府要人や外国人プロモーターと縁を持ち、ヨーロッパの主要な国際フェスティバルに活動の場を広げた。当然それに伴って曲目やジャンルも多様化し、サルスエラやオペラ関連の曲も合唱するようになっていった。すさまじいスケジュールが約40年間にわたって途切れなく続き、ゴロスティディ指揮のアカペラに動かされるように、そして混声合唱がコンサートで絶賛されるたびに、オルフェオンの評価は高まった。

### アンチョン・アジェスタラン指揮時代(1968-1986)
フアン・ゴロスティディの死去にともない、アンチョン・アジェスタランが合唱指揮の地位を継承した。それ以前、アジェスタランは合唱団の副代表でテノールを担当していた。「これ以上は無理」という限界を超越するのが彼のモットーで、芸術的な力を前任者に負けじと発揮した。そして彼の指揮の下で合唱団はより多様な国際ツアーを行い、大衆的認知と外国からの批評を受けた。
アジェスタランはカリスマ性を持った人物と考えられており、音楽に突き動かされる情熱・限界を克服したい気持ちを団員に伝えられる情熱的指揮者であった。彼が指揮した時代は、オルフェオンの所属団員たちが情熱的変革に戸惑いを覚えながら練習をしたが、一方ではまた今日までアジェスタランの名前で続く音楽教室を開いた時代でもあった。

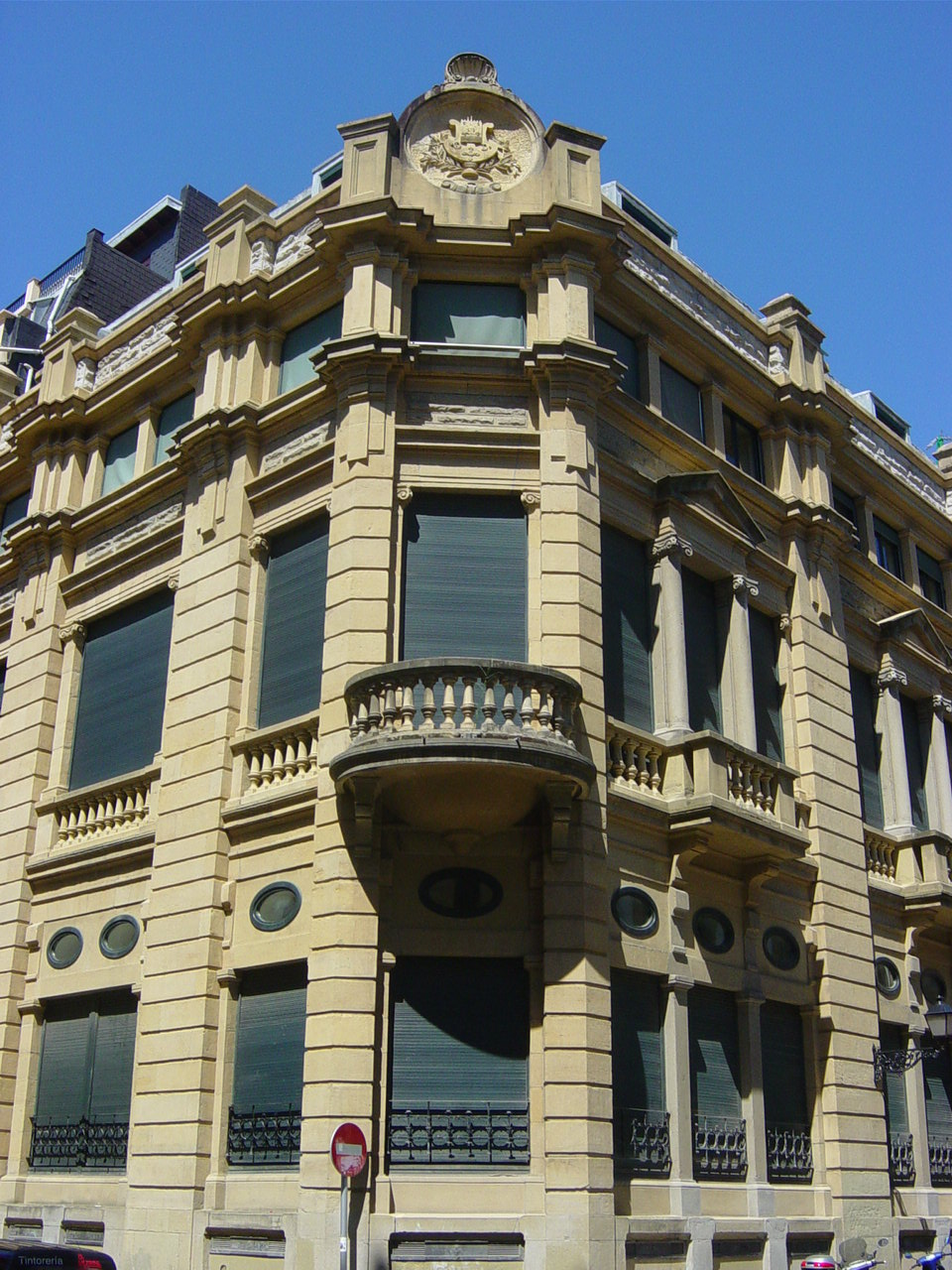
サン・セバスティアン市内の合唱団本部

アジェスタランは言った。「オルフェオン・ドノスティアラがもしアマチュアリズムの火を絶やさず、かつプロに負けない音楽水準を芸術的完成を追求しつつ極めれば、精神の渇きを癒す水のような合唱団になれるだろう。そうなってほしい。美しく根源的な情熱の融合、汚れなき純粋な求道者精神との融合。技術と芸術のフュージョン、それは物質と精神の融合だ」と。
1984年、オルフェオン・ドノスティアラはまたも大きな賞を新たに獲得した。アストゥリアス王子芸術賞、それはごく一握りの真に卓越した歌唱者しか得られない賞だった。「86年の永きにわたる自分たち自身との戦い・芸術水準を極める過酷な戦いを続け、合唱団は限界克服を達成し一流の仲間入りをして、世界中の批評と称賛を浴びる有名な存在になった。その集団性に優れた仕事ぶり、求められる要求をこなす能力、センスと団結力。王子芸術賞は必然的(Jurado)。これは終わりではなく、もっと偉大な未来への出発なのです」。それが授賞理由であった。
1986年12月にはアジェスタランが急逝した。

### ホセ・アントニオ・サインス指揮時代(1986-)
ホセ・アントニオ・サインス・アルファロは1987年に合唱団指導権を握った。彼はアジェスタランと副指揮者として密接に協同してきた。この時代、サインスは若い男女団員の声音を加えて合唱形態を刷新、前任者が生前に到達した芸術水準を落とさないよう務めた。1988年には8歳から14歳の育成目的の合唱団「オルフェオン・チキ」を創設。2006年には15歳から18歳のユース合唱団「オルフェオン・ガステ」も創設された。

## 主な公演・収録
- 1951年 - エクトル・ベルリオーズ作曲「レクイエム/死者のための大ミサ曲」、シャルル・ミュンシュ指揮。ボルドーのサン・タンドレ大聖堂にて。
- 1951年 - レオポルド・ストコフスキーの監督でポリフォニック・コンサート。聖イグナチオ・デ・ロヨラ寺院にて。
- 1957年 - ヨハネス・ブラームス作曲「ドイツ・レクイエム」、アタウルフォ・アルヘンタ指揮。パリのシャンゼリゼ劇場にて。
- 1962年 - マヌエル・デ・ファリャ作曲「アトランティーダ」、ロンドン交響楽団演奏・イーゴリ・マルケヴィチ監督。エディンバラ国際フェスティバルにて。
- 1973年 - カール・オルフ作曲「カルミナ・ブラーナ」、ベルリン・フィルハーモニー管弦楽団演奏・ラファエル・フリューベック・デ・ブルゴス指揮。ロンドンのロイヤル・フェスティバル・ホールにて。
- 1980年 - ジュゼッペ・ヴェルディ作曲「レクイエム」、ロイヤル・フィルハーモニー管弦楽団演奏・ラファエル・フリューベック・デ・ブルゴス指揮。ロンドンのロイヤル・フェスティバル・ホールにて。
- 1980年 - 米国ツアー。ヴェルディ作「レクイエム」とオルフ作「カルミナ・ブラーナ」を合唱。フィラデルフィア、ワシントンD.C.にて。
- 1981年 - リヒャルト・ワーグナー作曲「パルジファル」、フランツ＝パウル・デッカー監督。バルセロナにて。
- 1982年 - イスラエル・ツアー。フランツ・ヨーゼフ・ハイドン作曲「天地創造」、ウリ・セガル監督。エルサレム、ハイファ、テルアビブにて。
- 1986年 - ソ連ツアー。アントニオ・ヴィヴァルディ作曲「グローリア」/ヨハン・ゼバスティアン・バッハ作曲「ミサ曲 ヘ長調」/ヴォルフガング・アマデウス・モーツァルト作曲「戴冠ミサ」、ウラディミール・スピヴァコフ指揮。エレバン、オデッサ、リガ、サンクト・ペテルブルク、モスクワにて。
- 時期不明 - サンタンデール公演、グラナダ公演、サン・セバスティアン国際音楽祭及び、ほぼ同時期マドリードのテアトロ・レアル、バルセロナのカタルーニャ音楽堂での公演に合唱団全体参加。
- 1987年 - ブラームス作「レクイエム」、ロリン・マゼール指揮・ロンドン・フィルハーモニー管弦楽団演奏。イタリア・ペルージャのサグラ・ムシカーレ・ウンブラ音楽祭にて。
- 1987年 - ベートーヴェン作「第九」、ロリン・マゼール指揮・ロンドル・フィル演奏。ローマ歌劇場にて。
- 1988年 - デ・ファラ作「アトランティーダ」、ヘスス・ロペス＝コボス指揮・スペイン国立管弦楽団演奏。マドリード国立音楽堂オープン記念コンサートにて。
- 1989年 - ベートーヴェン作曲「フィデリオ」、ロリン・マゼール指揮・フランス国立管弦楽団演奏。サンタンデール音楽祭にて。
- 1992年 - シャルル・グノー作曲「死と生」を世界初レコーディング。ミシェル・プラッソン指揮・トゥールーズ・キャピトル国立管弦楽団演奏。
- 1992年 - グスタフ・マーラー作曲「交響曲第2番"復活"」、ロリン・マゼール指揮・ピッツバーグ交響楽団演奏。セビリア万国博覧会にて。
- 1993年 - マーラー作「復活」、ズービン・メータ指揮・イスラエル・フィルハーモニー管弦楽団演奏。マドリード国立音楽堂にて。
- 1994年 - セルゲイ・プロコフィエフ作曲「アレクサンドル・ネフスキー」、ヴィクトル・パブロ・ペレス指揮・テネリフェ管弦楽団演奏。サン・セバスティアン音楽週間にて。
- 1995年 - ベートーヴェン作「第九」、マイケル・ティルソン・トーマス指揮・ロンドン・フィル演奏。マドリード国立音楽堂にて。
- 1996年 - パブロ・ソロサバル作曲のサルスエラ「ラ・タベルナ・デル・プエルト」をラ・コルーニャにて収録。ヴィクトル・パブロ・ペレス指揮・ガリシア管弦楽団演奏。プラシド・ドミンゴ、マリア・バーヨ、ホアン・ポンスの合唱参加。
- 1996年 - エンリケ・グラナドス作のオペラ「ゴジェスカス」、アントニ・ロス＝マルバ指揮・マドリード交響楽団演奏。マリア・バーヨ、ラモン・バルガス、ローラ・カサリエゴとエンリケ・バケリソの合唱参加。

## 主な表彰
- 1903 - ロヤン名誉グランプリ
- 1905 - ビルバオ名誉コンクール大賞
- 1906 - グランプリ・ドヌール・ドゥ・パリ
- 1932 - サン・セバスティアン市金メダル
- 1940 - スペイン国立芸能連合金メダル
- 1942 - アルフォンソ10世賢王十字賞
- 1947 - マドリード市金メダル
- 1951 - サラゴサ市金メダル、ボルドー市銀メダル
- 1966 - イサベル・ラ・カトリカ名誉金メダル（英語版）
- 1975 - スペイン教育科学庁美術金メダル
- 1983 - 王立サン・フェルナンド美術アカデミー名誉メダル
- 1984 - アストゥリアス王子芸術賞[22]、トゥールーズ市メダル
- 1985 - ギプスコアの金メダル
- 1988 - 国立情報・メディア表現協会賞[23]
- 1996 - オンダス賞[24]
- 1997 -  サビノ・アラナ財団金メダル[25]、サン・セバスティアンのメダル、グラナダ国際音楽舞踊祭メダル[26]、バスク・ユニバーサル賞、「オルフェオン・ドノスティア 1897-1997」プラチナディスク授賞
- 2000 - アルカラ・デ・エナーレス大学芸術アカデミー[27]名誉会員
- 2002 - 前年のヴェルディ「レクイエム」でグラミー賞ノミネート
- 2004 - スペイン国営放送「カンシオネス・ゴールドディスク賞」[28]
- 2005 - マドリード交響楽団100周年金メダル、UNICEFスペイン金メダル